# Пешчани град
Пешчани град (словен. Peščeni grad) је југословенски и словеначки драмски филм из 1962. године. Режирао га је Боштјан Хладник који је написао и сценарио.

## Радња
Милена Дравић у овом филму тумачи мистериозну девојку Милену обучену само у купаћи костим и капут, која игра игру завођења са двојицом згодних типова (Јанез Албрехт и Љубиша Самарџић) приказује подвојеност и висок степен жанровске свести пошто трпећи радњу постаје главни лик од филмског објекта приказујући сву пуноћу глумачког талента и способност да оствари дијаметрално супротне улоге.

## Улоге
| Глумац          | Улога  |
| --------------- | ------ |
| Јанез Албрехт   | Лекар  |
| Милена Дравић   | Милена |
| Али Ранер       | Али    |
| Шпела Розин     | Шпела  |
| Љубиша Самарџић | Смоки  |